# ウィンチェスターハウス アメリカで最も呪われた屋敷
『ウィンチェスターハウス アメリカで最も呪われた屋敷』（ウィンチェスターハウス アメリカでもっとものろわれたやしき、Winchester）は2018年のアメリカ合衆国・オーストラリアの伝記ホラー映画。監督はスピエリッグ兄弟、主演はヘレン・ミレンが務めた。なお、ミレンにとって、本作が初めてのホラー映画出演となった。

## ストーリー
サラ・ウィンチェスターは夫が遺した広大な屋敷に暮らしていた。彼女の夫、ウィリアム・ウィンチェスターは銃製造会社の社長であったため、その突然死は銃で殺された人間の怨霊が原因だと噂された。子供と夫を立て続けに亡くしたサラは悲しみの底にあったが、自分も怨霊に取り憑かれているのではないかという思いが日に日に強くなっていた。ついに耐えきれなくなったサラは霊媒師に助言を仰いだ。サラはその助言通りにカリフォルニア州サンノゼに引っ越し、亡くなるまでの38年間を邸宅の建設に捧げることとなった。傍から見れば狂気の沙汰であったが、サラにとっては怨霊から逃れるための必死の策であった。
1906年、精神科医のエリック・プライスはそんなサラの診察のために邸宅に赴くことになった。そこで彼は怪奇現象に遭遇し、サラが正気であることを確信するに至る。

## キャスト
※括弧内は日本語吹替
- サラ・ウィンチェスター（英語版）: ヘレン・ミレン（一柳みる）
- エリック・プライス: ジェイソン・クラーク（宮内敦士）
- マリアン・マリオット: サラ・スヌーク（種市桃子）
- ヘンリー・マリオット: フィン・シクルーナ＝オプレイ（桃江トウコ）
- ジョン・ハンセン: アンガス・サンプソン（宮本淳）
- ルビー・プライス: ローラ・ブレント（英語版）
- アーサー・ゲイツ: タイラー・コッパン（英語版）（阿部竜一）
- ベン・ブロック: エイモン・ファーレン（英語版）（露崎亘）
- オーガスティン: ブルース・スペンス（三好翼）

## 製作
2009年、ウィンチェスターの幽霊屋敷を舞台にしたホラー映画が製作されるとの報道があった。2012年、ハマー・フィルム・プロダクションが本作の映画化権を購入したと報じられた。2016年5月10日、スピエリッグ兄弟が本作の監督に起用された。14日、ヘレン・ミレンの出演が決まった。8月、CBSフィルムズが本作の配給権を購入したと発表した。9月、ジェイソン・クラークに出演オファーが出ているとの報道があった。2017年3月、サラ・スヌークとアンガス・サンプソンがキャスト入りし、同月中にオーストラリアでの主要撮影が始まった。10月10日、本作の全米公開日が2018年2月23日から同年2月2日に前倒しされるとの発表があった。

## 興行収入
本作は公開初週末に840万ドル前後を稼ぎ出すと予想されていたが、実際の数字はこれを若干上回るものであった。2018年2月2日、本作は全米2480館で封切られ、公開初週末に930万ドルを稼ぎ出し、週末興行収入ランキング初登場3位となった。

## 評価
本作は批評家から酷評されている。映画批評集積サイトのRotten Tomatoesには51件のレビューがあり、批評家支持率は10%、平均点は10点満点で3.9点となっている。サイト側による批評家の見解の要約は「題材となった有名な屋敷にある立派な階段のように、『ウィンチェスターハウス アメリカで最も呪われた屋敷』は観客を作品の世界の中に招き入れようとしている。しかし、観客はどこにも行けなかった。」となっている。また、Metacriticには14件のレビューがあり、加重平均値は31/100となっている。なお、本作のCinemaScoreはB-となっている。